# 成化十四年 (电视剧)
《成化十四年》，是一部2020年中国大陆古装剧，背景为明朝，改编自梦溪石同名網絡耽美小说，由爱奇艺和冠亚传媒联合出品，成龙监制。由官鸿、傅孟柏、刘耀元、王茂蕾、毛毅领衔主演，于2020年4月1日爱奇艺首播。

## 播出时间
| 频道         | 所在地   | 首播日期      | 播出時間                      | 備註 |
| ------------ | -------- | ------------- | ----------------------------- | ---- |
| 爱奇艺       | 中国大陆 | 2020年4月1日  | 每周三至周五20:00更新2集      |      |
| 愛奇藝台灣站 | 臺灣     | 2020年4月1日  | 每周三至周五20:00更新2集      |      |
| True4U       | 泰國     | 2020年4月29日 | 每个星期三和星期四22.00-23.00 | 48集 |

## 劇情簡介
明成化十四年（1478年），六品推官唐泛和錦衣衛隋州聯手，破獲侯爺公子遇害懸案，兩人一時名聲大振，結下情誼。雖名聲在外，為官清廉的唐泛仍租房度日，賢德房東張氏卻橫死密室，看似自殺卻疑點重重。一番排查，死者的夫君李漫終被擒獲。不久唐泛赴河南查案，獲悉北宋帝陵附近多人相繼失蹤，真凶又是越獄的李漫。一番殊死較量，李漫再次落網，但李漫及其爪牙似乎只是棋子。隨即，京城與地方上大案不斷，“侍郎夫婦橫死案”、“誘拐太子案”，背後均隱現朝堂勢力。唐泛與隋州最終揭露真相，一連串案件的幕後推手，正是密謀造反的東廠督主尚銘。其利用所掌握的朝野勢力，製造混亂，剷除異己，培植羽翼，意圖為造反打下基礎。唐泛與隋州合力粉碎了尚銘的陰謀，受到嘉獎。

## 演员列表

### 主要演员
| 演員   | 角色      | 介紹 |
| 官鸿   | 唐泛      | 唐潤青 22歲 愛好美食的順天府從六品推官→通州從六品州同→雲和縣正七品知縣〈知府係配音及台詞誤植，任命的聖旨寫的是知縣，且知府為正四品，會造成唐泛前後官職升降不符體例〉→刑部正五品郎中→順天府正三品府尹 為人風趣睿智，機敏善變通，因文采風流，相貌俊俏，一舉拿下殿試二甲第一，卻自願擔任順天府小小從六品推官。 原本以為可以好好扮演「吃貨」，怎知上任沒多久便碰上望族遇害懸案，但他雖為文官但性子並不軟弱，心思細膩，有推理方面的天賦，與隋州有惺惺相惜的兄弟情。 唐瑜之弟、賀澄之舅 |
| 傅孟柏 | 隋州      | 隋廣川 29-30歲 錦衣衛北鎮撫司正七品總旗→正六品百戶→免職聽候調查→從七品小旗→正六品百戶 武力和廚藝皆有出神入化的造詣，為人外冷內熱，與唐泛因公事相遇，兩人彼此配合，共同進退，一同破獲諸多神秘案件。 驍騎將軍隋安瀾之侄孫、周太后之遠房外甥孫、朱見深之遠房表甥（成化十四年差不多30歲，即大概比明憲宗少一到兩歲） |
| 刘耀元 | 汪直/楊福 | 西廠第一任提督 毒舌嘴賤、傲嬌炸毛，六歲便進入宮成為內侍，嘴巴很甜，做事又勤快，很快就博得萬貴妃的喜愛和信任，也在萬貴妃的幫助下破獲大案，得到皇帝的賞識，趁機成立西廠。為人亦正亦邪，與唐泛亦敵亦友，時常因政治需要與唐泛合作。心中征途卻是星辰大海，是一個有遠大理想抱負的人。最後皇帝因為信任汪直，而同意他去邊關當督軍。 口頭禪：「我幫你，你幫我」 |

### 大明皇室
| 演員   | 角色     | 介紹 |
| 不適用 | 朱祁鎮   | 明英宗 景泰帝之兄，周太后之夫，钱太后之夫，明憲宗父親，剧中多次被提及。 已去世 |
| 不適用 | 钱氏     | 钱太后 明英宗之皇后，明憲宗嫡母。 已去世 |
| 方曉莉 | 周氏     | 周太后 明英宗貴妃，明憲宗生母。隋州之遠房姨姥。 （疑為隋安瀾之妻妹/姊） 與萬貞兒同庚，並針對之，認爲她欲對太子不利 |
| 蔡珩   | 朱見深   | 明宪宗 明英宗和周贵妃的长子 朱祐樘之父 偏愛萬貞兒。 |
| 贾静雯 | 萬貞兒   | 萬貴妃 明憲宗皇貴妃，大皇帝17歲，與太后同歲並且不和，且不喜歡太子 皇長子之母、萬通之姊、首輔萬安之族姑 痛失親子時遇到汪直，將感情投放於他身上，並把他當自己親兒子庇佑著。 深愛並一切以朱見深為重，訓練女性親衛隊，保衛皇帝。 |
| 劉世杰 | 朱祐樘   | 皇太子（明孝宗） 明憲宗三子（實質上之長子），紀淑妃之子。 |
| 楊凱如 | 紀氏     | 紀淑妃 朱祐樘之母，本為藏書閣女史，被萬貴妃勒令自盡。 出現於劉向憶述。 |
| 李泰延 | 朱祁鈺   | 景泰皇帝 朱見深之叔。固安公主之父 已去世 |
| 趙曉璐 | 固安公主 | 固安郡主 景泰皇帝嫡長女，朱見深堂妹 化名章鞏柱（諧音：長公主），常年僞裝成王憲於武庫司中的助手 下嫁王憲，親自求取賜婚，背後真正原因是看中王憲兵器才華，但同時亦保護愛惜之。                                                  |
| 不適用 | 朱祁興   | 郡王 朱見謀名義上的父親。 已去世 |
| 趙陽   | 朱見謀   | 郡王 名義上為朱祁興之子，實質上為朱祁興王妃與沈辰（陀三）之私生子 因經常行善布施，被百姓稱爲朱大善人。 挖心連環殺人案之真兇 名字諧音：主謀                                                                                   |

### 其他演员
| 演員     | 角色        | 介紹                                                                                                 |
| 陳威旭   | 萬通        | 萬貴妃的弟弟，錦衣衛指揮使，隋州上司，與東廠和西廠爭權，經常使計陷害隋州、汪植等人                   |
| 鹤男     | 朵兒拉      | 瓦剌人，和唐泛是摯友。多年來苦苦找尋著阿拉斯。                                                       |
| 張藝瀧   | 烏雲布拉格  | 瓦剌人，朵兒拉的夥伴，神射手。                                                                       |
| 書亞信   | 丁滿/阿拉斯 | 瓦剌人，潛伏在皇帝身邊當太監。                                                                       |
| 黃楊鈿甜 | 冬兒        | 唐泛身旁小侍女，吃貨一枚，聰明伶俐，有過目不忘的本事。                                               |
| 王茂蕾   | 李子龙      | 大魔王，李唐後人，很有智謀。                                                                         |
| 毛毅     | 裴淮        | 神醫，深受女性患者喜愛，但他暗戀唐瑜。                                                               |
| 张柏嘉   | 青歌        | 歡意樓花魁，真實身份為李子龍之義女。                                                                 |
| 潘时七   | 唐瑜        | 唐泛之姐，因飽受夫家欺凌，唐泛便使計幫助姐姐成功離婚，取回當初的嫁妝與孩子的撫養權。                 |
| 李立群   | 馬林        | 雲和縣首富，受李子龍之命主導「官銀注鉛」事件。                                                       |
| 李嘉琦   | 东姑        | 麵店老闆娘，傾慕隋州。                                                                               |
| 龔子棋   | 林朝東      | 回春堂負責配藥的夥計，因青梅竹馬清姿緣故，與鄭誠有仇，受人指使，調配有慢性毒的藥方給鄭誠，使之死亡。 |
| 余洺轩   | 丁容        | 汪植的下屬                                                                                           |
| 劉承俊   | 賈逵        | 汪植的下屬                                                                                           |

## 电视剧歌曲
| 曲序 | 曲目           |      | 作曲   | 编曲   | 製作人 | 备注                    |
| ---- | -------------- | ---- | ------ | ------ | ------ | ----------------------- |
| 1.   | 水火（主题曲） | 崔恕 | 趙佳霖 | 趙佳霖 | 樹林座 | 樹林座 演唱             |
| 2.   | 凡塵（片尾曲） | 崔恕 | 趙佳霖 | 伍威   | 樹林座 | 崔子格 徐良 演唱        |
| 3.   | 夜闌珊（插曲） | 崔恕 | 劉笑塵 | 劉笑塵 | 樹林座 | 官鴻 傅孟柏 劉耀元 演唱 |

## 歷史考證
- 第1集周太后提及太子居所為「慈慶宮」，但慈慶宮建於嘉靖年間，乃嘉靖帝為祖母邵宸妃所建。
- 第2集唐泛以假扮廚子的隋州所穿之官靴認出其錦衣衛身分，並知其官居七品。但於明朝，一般平民百姓禁止穿靴。官員上朝可穿靴、御前儒生生員可穿靴、御前侍衛值勤可穿靴、錦衣衛面聖述職等等可穿靴，但閒餘外出不得穿靴。[註 1]特別是錦衣衛，除皇宮重大節慶御前隨駕待命外，在執行任務時規定皆穿草鞋，以便行動。雖然眾人位處北平府（即順天府、北京城），低至平民因天氣寒冷許穿牛皮直縫靴，但官靴絕對不可隨時隨地穿著。
- 第7-10集，江西吉安縣大牢所有囚犯皆穿靴子。
- 從錦衣衛指揮使萬通出場開始，便利用職權干預隋州於北鎮撫司之各種任務。於正史，恭肅皇貴妃萬貞兒兩位最幼的弟弟萬達及萬通分別授予錦衣衛都指揮使（正二品）及錦衣衛指揮使（正三品）。不過須知道錦衣衛指揮使雖然名義上為錦衣衛長官，但實質上為虛銜並無實職，錦衣衛指揮使之上更有錦衣衛掌衛事[註 2]。上述上至正一品錦衣衛左右都督、下至正四品錦衣衛指揮僉事等虛職多以勛臣之後擔任，萬通次子於兩歲已拜為錦衣衛指揮使，養子牛兒甫四歲更得拜為錦衣指揮僉事。最重要的是南、北兩鎮撫司雖隸屬錦衣衛撫司，但各自卻由正五品南鎮撫司鎮撫使及北鎮撫司鎮撫使所統領，下設五衛所由各自錦衣衛千戶統領，其中北鎮撫司更專理皇帝欽定的案件，直接聽命於皇帝，不可能被錦衣衛指揮使所干預左右。
- 第11集，裴淮稱「狼桃」（番茄）乃西漢時張騫出使西域帶回來了的其中一樣東西，而且透過試驗發現番茄並無劇毒。但番茄原生於南美洲的秘魯和厄瓜多爾，後來15-16世紀哥倫布大交換（1492年起）發現新大陸時才傳入英國，其後16-17世紀萬曆年間（1573年-1620年）才傳入大明。而且番茄無毒乃17世紀一名法國畫家對番茄瘋迷從而冒著生命危險一嚐究竟，第二天發現沒事，於是「番茄無毒可食」傳遍西方再傳遍世界。就當裴淮先於哥倫布發現番茄之存在及特性，但其稱張騫帶番茄回中土一事絕無可能。張騫出使西域乃公元前2世紀之事，張騫最遠只去到安息帝國（今伊朗），連非洲也還未到，更遑論是於15世紀前還是未知世界的南美洲。
- 第11集，裴淮稱所研究之人體解剖學盛行於「西域之西」，被唐泛驚稱為傷天害理之「邪門歪道」。但中國之人體解剖學早在殷商青銅時代已萌芽，人們祭祀會用到奴隸，將之解剖，甲骨文之「心」字正是人們透過解剖而得。戰國時代《黃帝內經》已有人體解剖之概念[註 3]；到明朝時中醫各家解剖已屬常事，李中梓的《醫宗必讀·行方智圓心小膽大論》涵蓋了《新改正內景臟腑圖》和其他的臟腑解剖圖、趙獻可之《醫貫·玄元膚論·內經十二官論》精確分析各內臟乃至咽喉食道及呼吸系統、張景岳的《周身骨部名目》更詳細計量了人體全身的骨度分寸。另外雖然東學西漸開始發生於正德、嘉靖年間，但歐洲國家如法蘭西及亞平寧諸國早於元朝與中國已有交接，歐洲最西面的國家佛郎機（葡萄牙）更於明朝早有交接（明初間接有交往，至明朝中葉正德八年葡萄牙航海家歐華利更來華貿易），洪武二十二年（1389年）繪製的大明混一圖更清楚表明明朝西至對歐洲的認知，唐泛乃至眾人不應對「西域之西」的歐洲及早已普及之人體解剖感到如此陌生詫異。
- 第13集，汪直談及依照《大明律》拐賣兒童乃死罪，後一名宦官於百官前宣旨更稱依《大明律》「拐帶孩童者斬立決」、「拐帶孩童致孩童命喪者腰斬」及「拐帶孩童且採生折肢者凌遲」。但依《大明律·刑律·盜賊》，「略人」（略即枴）賣為奴婢的不分首犯、從犯，皆處杖一百、流三千里；略人為妻妾子孫的，處杖一百、徒三年。略賣良人子女，不分是否巳經賣出，略人者皆發配充軍，略賣至三人或以上及再犯略賣人罪的則用一百斤枷枷號一個月再世世代代充軍「極邊」。只有在將內地人口略賣到境外才將略人者處以絞刑。[註 4]而根據《大明律·刑律·人命》，只要是參與採生折割人者皆凌遲處死，不論受害者是否幼童。[註 5]（明律拐賣對象不分男女老少）
- 第15集，劇情揭開出朱見謀之身世，劇中朱見謀乃朱祁興名義上之嫡子。姑且勿論明朝皇族有無此二人，但二人所用之名字「興」及「謀」卻絕無可能用於皇族。明太祖朱元璋為其後代所定的名字，除輩字外（燕王府朱棣一脈為「高瞻祁見祐，厚載翊常由，慈和怡伯仲，簡靖迪先猷。」），所有太祖後裔全部統一按輩份以五行相生說「木、火、土、金、水」循環使用。太祖諸子以「木」：太子朱標、秦愍王朱樉、晉恭王朱棡、燕王朱棣；太祖諸孫以「火」：明惠帝朱允炆、秦隱王朱尚炳、晉定王朱濟熺、明仁宗朱高熾；太祖諸曾孫以「土」：和簡太子朱文奎、秦康王朱志𡐤、晉憲王朱美圭、明宣宗朱瞻基；太祖諸玄孫以「金」：秦惠王朱公錫、晉莊王朱鍾鉉、明英宗朱祁鎮、明景帝朱祁鈺；太祖諸來孫以「水」：秦簡王朱誠泳、晉靖王朱奇源、明憲宗朱見深；太祖諸晜孫再回到「木」（明孝宗朱祐樘）如此類推。所以按照「朱祁興」及「朱見謀」之輩份，他們應該分別使用「金」字旁及「水」字旁之名字，而絕非「興」（「臼」字部）及「謀」（「言」字部）。
- 第29集中台詞論及冰窖前史時提及「成祖皇帝」，但當時為成化十四年，明成祖朱棣於嘉靖十五年之前仍稱「太宗皇帝」，廟號未改。
- 第36集起，景泰帝長女固安郡主於堂兄皇帝面前皆自稱「固安」。第39集解釋固安之意為「朝堂穩固、天下平安」，但所謂「固安」並非其名，而是固安縣。固安郡主不應以封邑自稱，等於任何郡王或國公主，例如汝陽郡王、魏國公主不會自稱「汝陽」或者是「魏國」。
- 固安郡主之夫王憲於劇內被稱為「郡馬」，但事實上除公主夫婿封駙馬都尉外，其餘郡主乃至縣主、鄉主、亭主之夫婿皆稱儀賓，「郡馬」、「縣馬」乃民間坊間俗稱，非官僚乃至皇室對郡主、縣主之夫婿叫法。
- 第38集中，明憲宗稱虧欠「代宗」甚多，並稱固安郡主為「代宗遺孤」。但景泰帝一開始逝世時，因英宗恨代宗薄待，諡為戾王，稱郕戾王。到明憲宗成化時期才上回諡號「恭仁康定景皇帝」。直到明末崇禎十七年（1644年）七月乙丑，南明弘光帝才上廟號「代宗」。明憲宗沒可能稱其叔為代宗，最多稱景泰帝或景帝。

（加上所謂「代宗」於唐朝之所以會出現，純粹為避諱李世民之名，實質上等同「世宗」。以王夫之於《讀通鑑論》的話說，後世會以所謂「代宗」作為廟號之選根本不學無術。以明憲宗及同時期百官之學識，斷不會犯此錯誤，亦斷不會恭上一個意義上等同「世宗」之廟號予朱祁鈺。）詳見：廟號代宗
- 第38集中，唐泛提及固安郡主於景泰年間以當朝皇帝嫡長女故封長公主，因此化名章鞏柱。但按照《大明會典》明確記載，皇帝姊妹方封為長公主，帝女皆封公主。
- 第38集中，明憲宗稱自己剩下的兄弟姊妹不多。但事實上除夭折外，明英宗大部分子女皆比明憲宗長壽。至少以成化十四年計，明憲宗還有一姐[註 6]、四弟[註 7]、六妹[註 8]及嘉善公主（不知是妹是姊）。
- 第39集，李子龍於固安郡主面前表露李唐皇室後裔身分。固安郡主譏之「前朝餘孽」，並威脅將其抓捕。但於明朝，除元朝外族王朝成員，其他前朝後裔並非明室針對對象，至少明朝不與唐朝對立。固安郡主不能僅以「前朝後裔」的身分作為罪名將其收捕。（詳見：二王三恪）
- 第39集，固安郡主憶述當年與其父之對話。畫面中，固安郡主看起來至少十多歲。但直到景泰帝逝世之時，固安郡主實質上只有8歲，並不如劇中般年長。
- 第40集，固安郡主與王憲共同使用木鳶即滑翔機帶同「博浪」（炸彈）飛至空中最後爆炸，劇情暗示二人犧牲，但固安郡主逝世於弘治四年而非成化十四年。
- 第41集，唐泛成爲順天府府尹，但於成化十三年四月二十（1477年）到成化十五年十二月廿六（1480年）期間，順天府府尹一職由景泰七年舉人、天順元年進士胡睿擔任。
- 第45集，明憲宗再次稱立春大典乃「成祖皇帝」所定下之規矩，而非「太宗皇帝」。
- 第48集，劇中東廠提督尚明被貶為淨軍（即洗刷恭桶之內侍）。尚明即尚銘，正史中尚銘於汪直垮台後曾獨掌東廠風光一時，後來失歡於憲宗被逐至明孝陵守陵或南京充淨軍，但這也是成化十九年後之事。
- 第48集，首輔萬安被逐出京師，御旨永世不得回京，但正史中萬安於孝宗弘治年間才被迫致仕。

## 注譯
1. ↑  《大明會典》卷六十一〈冠服二·士庶巾服〉載：「洪武二十五年，令文武百官並同籍父兄伯叔弟侄子壻，及儒士、生員、吏典、知印、承差、欽天監天文生、太醫院醫士、瑜伽僧、正一道士、將軍、散騎舍人帶刀之人、正伍馬軍並馬軍總小旗、教讀《大誥》師生許穿靴，然不許用紅扇面、黑下樁、與內官使靴同；北平、山西、陝西、河南並直隸徐州地寒，人民許穿牛皮直縫靴；校尉、力士、遇上直，樂工當承應，許穿，出外不許；庶民、商賈、技藝、步軍及軍下余丁、管步軍總小旗、官下家人、火者、皂隸、伴當、在外醫、卜、陰陽人，皆不許。」
2. ↑  錦衣衛掌衛事：設一人或兩人同掌衛事，多以左右都督(正一品)、都督同知(從一品)、都督僉事(正二品)、都指揮使(正二品)、都指揮僉事(從二品)等一二品勛臣充任。
3. ↑  《黃帝內經·靈樞·經水》：「歧伯答曰：善哉問也！天至高不可度，地至廣不可量，此之謂也。且夫人生於天地之間，六合之內，此天之高，地之廣也，非人力之所能度量而至也。若夫八尺之士，皮肉在此，外可度量切循而得之，其死可解剖而視之。其藏之堅脆，府之大小，穀之多少，脈之長短，血之清濁，氣之多少，十二經之多血少氣，與其少血多氣，與其皆多血氣，與其皆少血氣，皆有大數。其治以鍼艾，各調其經氣，固其常有合乎。」
4. ↑  詳見《大明律·刑律·盜賊·略人略賣人》
5. ↑  《大明律·刑律·人命·採生折割人》：凡採生折割人者凌遲處死、財產斷付死者之家妻子及同居。家口雖不知情並流二千里安置。為從者斬，若巳行而未曾傷人者亦斬。妻子流二千里，為從者杖一百、流三千里里長。知而不舉者杖一百，不知者不坐，告獲者官給賞銀二十兩。
6. ↑  重慶公主
7. ↑  德王朱見潾、崇王朱見澤、吉王朱見浚、徽王朱見沛
8. ↑  淳安公主、崇德公主、廣德公主朱延祥、宜興公主、隆慶公主、嘉祥公主

## 外部連結
- 《成化十四年》的新浪微博
- 《成化十四年》緯來官方網站 （页面存档备份，存于）